# Relaciones Luxemburgo-Portugal
Las relaciones Luxemburgo-Portugal son las relaciones bilaterales entre estos dos países. Las relaciones vienen definidas principalmente por la membresía de ambos países a la Unión Europea y a la OTAN. Luxemburgo tiene una embajada en Lisboa y dos consulados honorarios en Oporto y Faro. Portugal tiene una embajada en la Ciudad de Luxemburgo.

## Relaciones bilaterales

### Comercio
La balanza comercial entre ambos países muestra que en 2016, las exportaciones de Portugal a Luxemburgo supusieron un monto de 567,3 millones de €, lo que supone un 27,2 % más que en el año 2015. Por parte de las importaciones, estas fueron 422,1 millones de €, un 2,9 % más que el año anterior. Por tanto, el comercio entre ambos países dejó un balance positivo para Portugal de 145,2 millones de €.
La inversión de Luxemburgo en Portugal en el periodo 2012-2016 evolucionó a una media anual del 111,8 %, siendo la inversión anual mayor cada año; al contrario que la inversión portuguesa en Luxemburgo que en el mismo periodo tuvo una evolución media anual del 73,8 %.

### Cooperación
Ambos países han mantenido un perfil bajo en sus cooperaciones bilaterales, siendo estas positivas pero sin pasar de meramente cordiales. A comienzos de 2017, se firmaron cinco acuerdos entre varios ministerios portugueses con sus homólogos luxemburgueses para incrementar la cooperación bilateral en las ramas de Economía, Ciencia y Social.
En la rama económica, los ministros de economía de ambos países, Manuel Caldeira Cabral y Étienne Schneider respectivamente, firmaron un acuerdo cooperativo que busca mejorar las relaciones empresariales, especialmente para facilitar la proliferación de empresas starups. En el área científica, el ministro de ciencia portugués, Manuel Heitor, firmó junto al vice primer ministro de Luxemburgo, Étienne Schneider un acuerdo para mejorar la investigación en el ámbito aeroespacial, con el fin de mejorar el desarrollo de microsatelites de observación a través de la Fundación para la Ciencia y la Tecnología. Por último, el secretario de Estado de las comunidades, José Luís Carneiro, y el ministro de Educación luxemburgués, Claude Meisch firmaron un nuevo memorándum sobre la promoción de sus lenguas en el país vecino, algo influyente para Portugal, puesto que en Luxemburgo habitan más de 80.000 personas de origen portugués, conocidos como lusoburgueses.

## Representaciones diplomáticas
Portuguesas en Luxemburgo 
- Embajada en Ciudad de Luxemburgo
  - Embajador Carlos Pereira Marques

Luxemburguesas en Portugal 
- Embajada en Lisboa
  - Embajador Jean-Jacques Welfring
- Consulado Honorario en Oporto
  - Antonio de Oliveira
- Consulado Honorario en Faro
  - Jorge Alberto Justo Pereira

## Visitas de Estado
La última visita de Estado entre ambos estados tuvo lugar el 23 y 24 de mayo de 2017, cuando el presidente de la República Portuguesa, Marcelo Rebelo de Sousa, realizó una visita a la ciudad de Luxemburgo siendo recibido por los grandes duques de Luxemburgo y las autoridades municipales de la ciudad.